# Parroquia de San Juan Bautista de Mexicaltzingo
La parroquia de San Juan Bautista de Mexicaltzingo es una iglesia histórica ubicada en el barrio de Mexicaltzingo, en Guadalajara, Jalisco, México. Este templo tiene una profunda relevancia histórica, cultural y religiosa, reflejando siglos de evolución desde la época colonial hasta la actualidad.
Tiene una historia profundamente enraizada en el desarrollo de la ciudad de Guadalajara y en la evolución de sus barrios. No solo ha sido un centro de culto religioso, sino también un punto de cohesión comunitaria. Las festividades religiosas y las prácticas culturales en torno a la parroquia han sido fundamentales para mantener viva la identidad del barrio. La iglesia ha sido testigo y partícipe de la evolución de Mexicaltzingo desde sus orígenes como un asentamiento indígena hasta su integración como un barrio histórico dentro de la ciudad de Guadalajara.